# Energía de gran unificación
La energía de gran unificación {\displaystyle \Lambda _{GUT}}, o la escala GUT, es el nivel de energía a partir del cual se cree que la fuerza electromagnética, la fuerza débil, y la fuerza fuerte se vuelven indistinguibles unas de otras. La fuerza débil y la electromagnética se vuelven indistinguibles a un nivel más bajo de energía, formando la fuerza electrodébil, y la fuerza gravitacional requiere incluso un nivel más alto de energía para unificarse con las otras tres. Las Teorías de la gran unificación (GUTs) específicas pueden predecir la energía de gran unificación pero, normalmente, con grandes incógnitas (debido a la elección del grupo de gauge, del contenido de Higgs, del contenido de materia y también debido a los parámetros arbitrarios de cada teoría específica). Además, hoy en día parece justo decir que no hay un acuerdo para una GUT mínima.
De acuerdo con Stephen Hawking en A Brief History of Time, "El valor de la energía de gran unificación no se conoce muy bien, pero probablemente sea de al menos de mil billones (1015) GeV". Los colisionadores diseñados hoy en día pueden llegar hasta unos miles de GeV. La escala de 1015 GeV esta solo a unos órdenes de magnitud por abajo de la escala de Planck a la cual los efectos gravitaciones son los dominantes.